# فلور د لا مار
فلور د لا مار (به انگلیسی: Flor de la Mar) یک کشتی بود.